# Quốc hội Albania
Quốc hội Albania (tiếng Albania: Kuvendi i Shqipërisë) hay Kuvendi là cơ quan lập pháp đơn viện của Albania, gồm ít nhất 140 nghị sĩ dân cử được bầu ra theo nguyên tắc trực tiếp, phổ thông đầu phiếu, định kỳ và bình đẳng và bỏ phiếu kín. Nhiệm kỳ của mỗi khóa Quốc hội là bốn năm. Chủ tịch Quốc hội chủ trì phiên họp Quốc hội và có ít nhất một phó chủ tịch. Bầu cử Quốc hội được tổ chức theo chế độ đại diện tỷ lệ liên danh đảng. Albania được chia thành 12 khu vực bầu cử đa ghế, tương ứng với các quận của Albania.
Nhiệm vụ và quyền hạn của Quốc hội được Hiến pháp Albania quy định. Quốc hội có quyền sửa đổi hiến pháp, sửa đổi biên giới của Albania, làm luật, phê chuẩn Hội đồng Bộ trưởng, giám sát hoạt động của chính phủ, tuyên chiến, quyết định ngừng chiến, thông qua dự toán ngân sách nhà nước, phê duyệt quyết toán ngân sách nhà nước, quyết định trưng cầu ý dân, tổ chức bầu cử, bổ nhiệm những chức danh do Hiến pháp và pháp luật quy định, quyết định ân xá và thực hiện những nhiệm vụ khác theo quy định của Hiến pháp. Quốc hội bầu ra tổng thống. Kỳ họp thứ nhất của Quốc hội khóa mới được triệu tập chậm nhất là 20 ngày kể từ ngày bầu cử, do tổng thống làm chủ tịch Quốc hội. Luật của Quốc hội được công bố trên Fletorja Zyrtare, là công báo của Chính phủ Albania.
Liên minh Lezhë (Kuvendi i Lezhës) là hội nghị xưa nhất còn lưu giữ được ghi chép của Albania, được tổ chức tại Lezhë vào ngày 2 tháng 3 năm 1444 dưới sự lãnh đạo của Skanderbeg nhằm chống lại Đế quốc Ottoman.

## Lịch sử
Liên minh Lezhë (tiếng Albania: Lidhja e Lezhës), cũng thường được gọi là Liên minh Albania (tiếng Albania: Lidhja Arbërore), là một liên minh quân sự và ngoại giao của tầng lớp quý tộc Albania, được thành lập tại thành phố Lezhë vào ngày 2 tháng 3 năm 1444 nhằm chống lại Đế quốc Ottoman. Liên minh Lezhë được coi là nhà nước Albania độc lập đầu tiên trong thời kỳ Trung Cổ, với Skanderbeg là lãnh đạo của các thủ lĩnh và quý tộc Albania, được tuyên bố là "Lãnh tụ của Liên minh dân tộc Albania" và tự ký tên là "Dominus Albaniae" (Zot i Arbërisë), nghĩa là Lãnh chúa của Albania.
Liên minh Lezhë có các thành viên từ các gia đình quý tộc Kastrioti, Arianiti, Zaharia, Muzaka, Spani, Thopia, Balšići và Crnojević. Các gia đình đóng góp nhân lực tiền bạc cho Liên minh Lezhë nhưng vẫn duy trì quyền kiểm soát các vấn đề nội bộ trong lãnh thổ của mình. Ngay sau khi thành lập, hai gia đình Balšići và Crnojevići thân Venezia rời khỏi liên minh, dẫn đến Chiến tranh Albania-Venezia (1447-48). Hòa ước giữa Albania và Venezia được ký kết vào ngày 4 tháng 10 năm 1448 là văn kiện ngoại giao đầu tiên đề cập tới Liên minh Lezhë như một thực thể độc lập. Barleti gọi cuộc họp là generalis concilium hoặc universum concilium ("hội đồng chung"); thuật ngữ "Liên minh Lezhë" là do các nhà sử học sau này đặt ra.

### Công quốc Albania

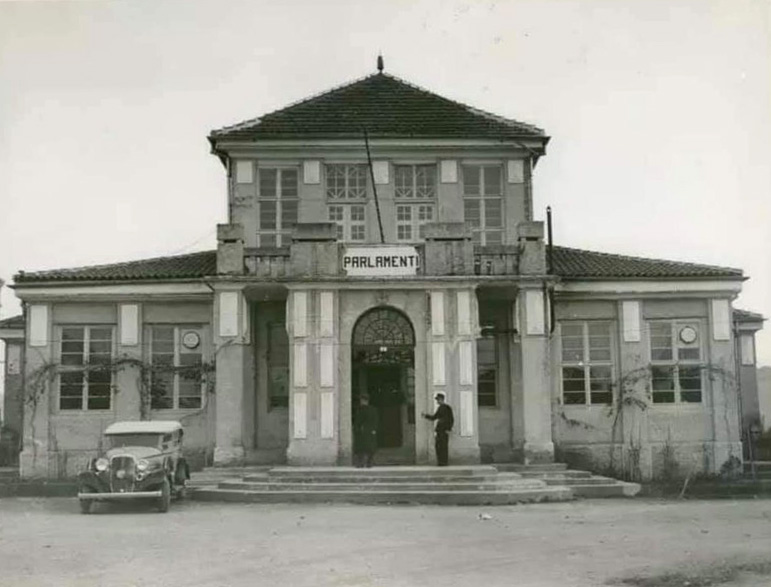
Tòa nhà Quốc hội Albania, 1920–1939.

Năm 1914, Quy chế Tổ chức Albania do Ủy ban Kiểm soát Quốc tế soạn thảo dự liệu việc thành lập Quốc hội (Asambleja Kombëtare) với tư cách là cơ quan lập pháp, gồm tổng cộng 36 thành viên dân cử, những thành viên do Quốc vương Wilhelm của Albania bổ nhiệm và những thành viên dựa chức. Tuy nhiên, Các cuộc chiến tranh Balkan và Chiến tranh thế giới thứ nhất bùng nổ đã khiến việc thành lập Quốc hội trở nên bất khả thi.
Sau Chiến tranh thế giới thứ nhất, Đại hội Durrës họp từ ngày 25 đến ngày 27 tháng 12 năm 1918 quyết định thành lập một chính phủ lâm thời và một Viện nguyên lão (Pleqësia). Viện nguyên lão họp hai tháng một lần và chính phủ phải tham khảo ý kiến của Viện nguyên lão về những vấn đề quan trọng liên quan đến số phận của nhà nước Albania. Tuy nhiên, Viện nguyên lão không họp được do những chia rẽ nội bộ, một phần khiến chính phủ lâm thời bị miễn nhiệm vào tháng 1 năm 1920.
Đại hội Lushnjë miễn nhiệm Chính phủ Durrës và thành lập cơ quan lập pháp đầu tiên của Albania, sau này được đặt tên là Hội đồng Quốc gia (Këshilli Kombëtar). Hội đồng Quốc gia gồm 37 thành viên do các đại biểu Đại hội Lushnjë bầu ra, có nhiệm vụ tạm thời cho đến khi bầu cử Quốc hội được tổ chức. Trong giai đoạn này, Albania lần đầu tiên manh nha một chế độ đại nghị: Hội đồng Quốc gia có quyền bổ nhiệm, bãi nhiệm Chính phủ và thực hiện quyền kiểm soát, giám sát đối với Chính phủ.
Hội đồng Quốc gia họp lần đầu tiên vào ngày 27 tháng 3 năm 1920 tại thủ đô mới Tirana. Mytesim Këlliçi khai mạc phiên họp đầu tiên trước khi Xhemal Naipi được bầu làm chủ tịch Hội đồng Quốc gia. Tuy chỉ hoạt động trong một thời gian ngắn nhưng Hội đồng Quốc gia vẫn thông qua được một số luật quan trọng mà quan trọng nhất là Luật Lushnjë, được coi là hiến pháp, và luật bầu cử. Luật bầu cử quy định chế độ bầu cử gián tiếp gồm hai vòng. Trong vòng đầu, cứ 500 người đàn ông sẽ bầu một đại biểu dựa trên các quận của Albania. Trong vòng hai, các đại biểu được bầu ra trong vòng đầu bầu tổng cộng 75 thành viên Hội đồng Quốc gia, tức là cứ 12.000 cử tri sẽ bầu ra một thành viên Hội đồng Quốc gia. Mặc dù có nhiều hạn chế nhưng luật bầu cử mở đường cho việc thành lập hai đảng đầu tiên của Albania: Đảng Nhân dân (Partia Popullore) do Fan Noli lãnh đạo và Đảng Tiến bộ (Partia Përparimtare) do Hoxhë Kadriu và Shefqet Verlaci lãnh đạo. Hội đồng Quốc gia bị giải thể vào ngày 20 tháng 12 năm 1920 để chuẩn bị cho cuộc bầu cử nghị viện đầu tiên của Albania vào ngày 21 tháng 4 năm 1921.

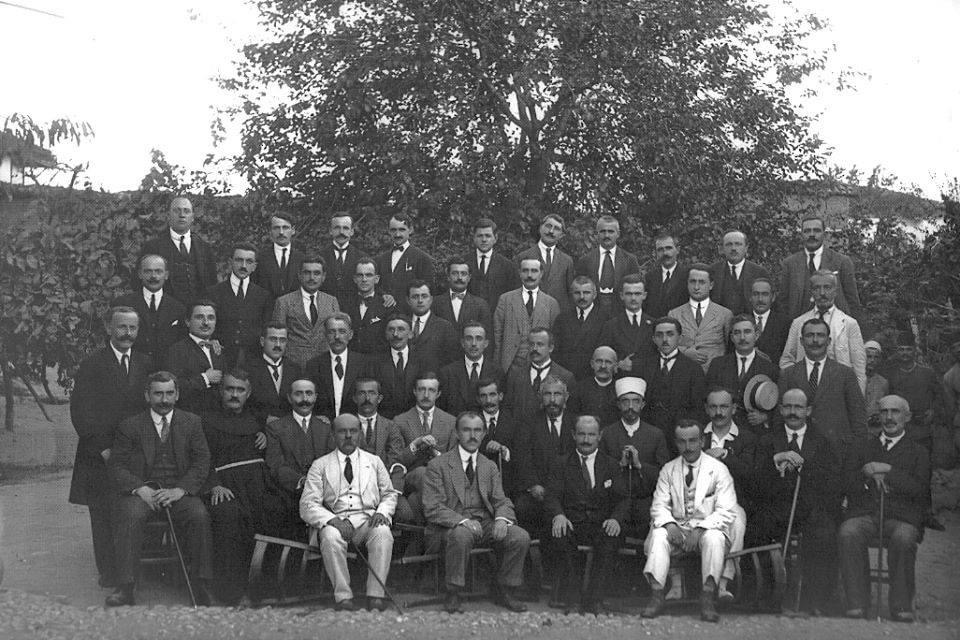
Các thành viên Hội đồng Quốc gia vào năm 1921

### Đệ nhất Cộng hòa, Vương quốc Albania và Chiến tranh thế giới thứ hai
Dưới nền Đệ nhất Cộng hòa Albania, cơ quan lập pháp của Albania là lưỡng viện, gồm Thượng viện (Senati) và Hạ viện (Dhoma e Deputetëve). Từ năm 1928 đến năm 1939, trong thời kỳ Vương quốc Albania, cơ quan lập pháp của Albania được gọi đơn giản là Nghị viện (Parlamenti).
Trong thời kỳ Ý chiếm đóng Albania từ năm 1939 đến năm 1943, cơ quan lập pháp của Albania được gọi là Hợp tác xã Phát xít Tối cao (Korporativi i Epërm Fashist). Từ năm 1943 đến năm 1944, khi Albania bị Đức Quốc Xã chiếm đóng Albania, cơ quan lập pháp của Albania được gọi là Nghị viện Quốc dân (Kuvendi Kombëtar). Từ năm 1944 đến cuối năm 1945, Hội đồng Giải phóng Dân tộc Chống phát xít (Këshilli Antifashist Nacional Çlirimtar) được thành lập để chống lại chính quyền bù nhìn của Đức Quốc Xã.
Trong những thời kỳ thay đổi chế độ chính trị, cơ quan lập pháp của Albania được gọi là Quốc hội lập hiến (Asambleja Kushtetuese hoặc Kuvendi Kushtetues). Ví dụ: vào năm 1924, khi thành lập nền Đệ nhất Cộng hòa Albania; vào năm 1928, khi thành lập Vương quốc Albania; và từ năm 1946 đến năm 1947, trước thời kỳ Chính phủ Dân chủ Albania và khi thành lập Cộng hòa Nhân dân Xã hội chủ nghĩa Albania.

### Từ năm 1946
Dưới chế độ Cộng hòa Nhân dân Xã hội chủ nghĩa Albania, cơ quan lập pháp của Albania được gọi là Hội đồng Nhân dân (Kuvendi Popullor). Từ năm 1997, cơ quan lập pháp của Albania được gọi đơn giản là Quốc hội Cộng hòa Albania (Kuvendi i Republikës së Shqipërisë). Hiện tại, Quốc hội bầu tổng thống. Quốc hội khóa hiện tại được bầu ra trong cuộc bầu cử Quốc hội năm 2021.

## Nhiệm vụ và quyền hạn
Nhiệm vụ và quyền hạn của Quốc hội được Hiến pháp Albania quy định. Quốc hội là cơ quan lập pháp, cơ quan đại biểu của Albania. Quốc hội họp thường lệ mỗi năm hai kỳ, kỳ họp đầu tiên bắt đầu vào thứ Hai tuần thứ ba của tháng 1 và kỳ họp thứ hai bắt đầu vào thứ Hai tuần đầu tiên của tháng 9. Trong trường hợp tổng thống, thủ tướng hoặc một phần năm số nghị sĩ yêu cầu thì Quốc hội họp bất thường. Quốc hội họp công khai. Quốc hội chỉ được tiến hành biểu quyết nếu ít nhất quá nửa tổng số nghị sĩ có mặt. Quốc hội quyết định theo quá nửa số nghị sĩ có mặt, trừ những trường hợp hiến pháp quy định phải có ba phần năm số nghị sĩ biểu quyết tán thành.
Quốc hội có quyền quyết định các mối quan hệ kinh tế, pháp lý và chính trị tại Albania; bảo tồn, sử dụng di sản thiên nhiên và văn hóa của Albania; và phê chuẩn liên minh với những quốc gia khác. Quốc hội bầu tổng thống theo bỏ phiếu kín và không thảo luận theo ba phần năm số nghị sĩ Quốc hội. Tổng thống gửi thông điệp tới Quốc hội và ấn định ngày bầu cử Quốc hội, các cơ quan chính quyền địa phương và tiến hành trưng cầu ý dân. Tổng thống bổ nhiệm thủ tướng theo đề nghị của Quốc hội; nếu tổng thống không chấp thuận đề nghị thủ tướng thì Quốc hội sẽ bầu một thủ tướng khác trong vòng 10 ngày. Hiến pháp Albania quy định Quốc hội quyết định cho phép nước ngoài đặt lực lượng quân sự tại Albania hoặc đi qua biên giới Albania và triển khai Quân đội Albania ở nước ngoài.

## Cơ cấu tổ chức
Hiến pháp Albania quy định Quốc hội gồm ít nhất 140 nghị sĩ được bầu ra theo nguyên tắc bỏ phiếu kín, trong đó có 100 nghị sĩ được bầu trực tiếp. Nhiệm kỳ của mỗi khóa Quốc hội là bốn năm, trừ phi Quốc hội bị tổng thống giải tán. Quốc hội có thể bị tổng thống giải tán theo đề nghị của thủ tướng nếu thủ tướng bị Quốc hội bỏ phiếu bất tín nhiệm mà tổng thống chấp nhận đề nghị của thủ tướng trước khi Quốc hội bầu thủ tướng mới. 30 đến 60 ngày trước khi Quốc hội hết nhiệm kỳ, Quốc hội khóa mới phải được bầu xong. Trong trường hợp Quốc hội bị giải tán thì phải bầu xong Quốc hội khóa mới chậm nhất là 45 ngày kể từ ngày giải tán.
Bầu cử Quốc hội được tổ chức theo chế độ đại diện tỷ lệ danh sách đóng. Albania được chia thành 12 khu vực bầu cử đa thành viên, tương ứng với 12 quận của Albania. Số ghế được phân bổ theo phương pháp d'Hondt với ngưỡng bầu cử là 2,5%. Trong một khu vực bầu cử, một đảng phải giành được ít nhất 3% số phiếu bầu và một liên minh các đảng phải giành được ít nhất 5% số phiếu bầu thì mới trúng cử vào Quốc hội.

## Thành phần các khóa Quốc hội

### Từ năm 1991
|  | Đảng Lao động Albania | Đảng Xã hội Albania | Đảng Dân chủ Xã hội Albania | LSI→PL | Đảng Đoàn kết vì Nhân quyền | Đảng Liên minh Dân chủ | Omonoia | Đảng khác | Không đảng phái | Đảng Nông nghiệp Bảo vệ môi trường | Đảng Dân chủ Kitô giáo Albania | Đảng Dân chủ Albania | Đảng Dân chủ Mới | Đảng Cộng hòa Albania | PDI / PDIU | Đảng Mặt trận Dân tộc Albania |

| 169 | 5 | 1 | 75 |

| 38 | 7 | 2 | 92 | 1 |

| 10 | 3 | 122 | 3 | 2 |

| 101 | 9 | 4 | 13 | 2 | 24 | 1 | 1 |

| 73 | 4 | 3 | 3 | 2 | 3 | 46 | 6 |

| 42 | 7 | 5 | 2 | 3 | 3 | 1 | 4 | 2 | 56 | 4 | 11 |

| 65 | 4 | 1 | 68 | 1 | 1 |

| 65 | 16 | 1 | 1 | 50 | 3 | 4 |

| 74 | 1 | 19 | 43 | 3 |

| 74 | 3 | 59 | 4 |

## Ủy ban
Các ủy ban của Quốc hội điều tra các vấn đề về chính sách, quản lý nhà nước hoặc kết quả hoạt động của chính phủ mà Quốc hội không thể trực tiếp giải quyết do khối lượng công việc quá lớn. Các ủy ban tạo điều kiện cho các cá nhân, tổ chức tham gia vào quá trình hoạch định chính sách bằng cách trình bày quan điểm, ý kiến một cách công khai.
Các ủy ban của Quốc hội gồm:
- Ủy ban Pháp chế, Hành chính công và Nhân quyền
- Ủy ban Hội nhập châu Âu
- Ủy ban Đối ngoại
- Ủy ban Kinh tế và Tài chính
- Ủy ban An ninh quốc gia
- Ủy ban Hoạt động sản xuất, Thương mại và Môi trường
- Ủy ban Lao động, Xã hội và Y tế
- Ủy ban Giáo dục và Thông tin đại chúng